# Glen Ellen
Glen Ellen est une petite ville (un lieu désigné par recensement) située dans la Sonoma Valley, Comté de Sonoma, en Californie, aux États-Unis.
En 2010, Glen Ellen compte 784 habitants.

## Toponymie
Le nom de Glen Ellen renverrait au prénom de la femme d’un pionnier s’étant établi dans la région en 1859.

## Histoire

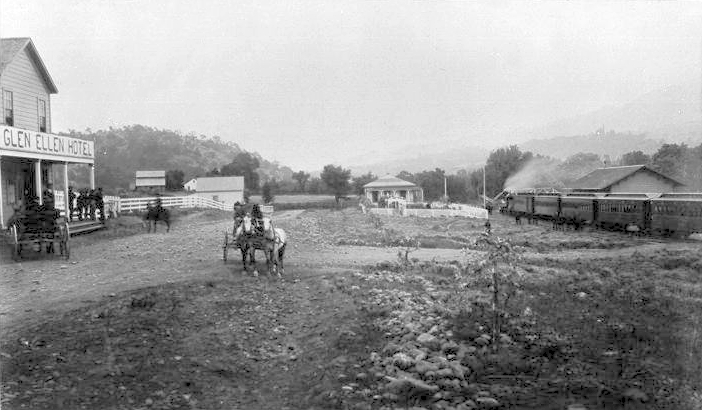
Glen Ellen en 1888.

À la fin du XIXe siècle, Glen Ellen connaît avec l’arrivée du train un vif essor économique et touristique. La ville ne compte alors pas moins d’une dizaine de saloons et cinq hôtels, dont l’hôtel Chauvet décrit ci-dessous. Cette période faste va s’achever avec le déclin de l’activité ferroviaire. Le dernier train pour Glen Ellen est supprimé en 1941.
Dans la nuit du 8 au 9 octobre 2017, la région est en proie à l'un des incendies les plus destructeurs de l'histoire de la Californie depuis 25 ans. Près de 200 maisons de Glen Ellen sont détruites.

## Géographie
Glen Ellen se situe à environ 10 km au nord-ouest de la ville de Sonoma. Sa superficie est de 5,4 km2. Son altitude moyenne est de 77 m. La commune est arrosée par la principale rivière de la Sonoma Valley, la Sonoma Creek.
La ville est réputée pour ses caves et ses vignobles.

## Personnalités liées à la commune

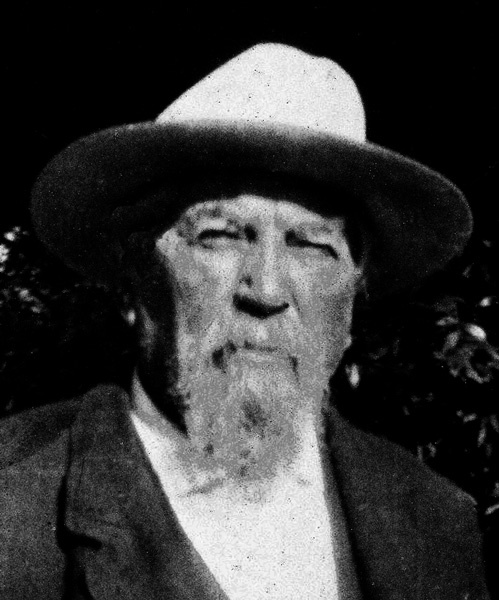
Joshua Chauvet.

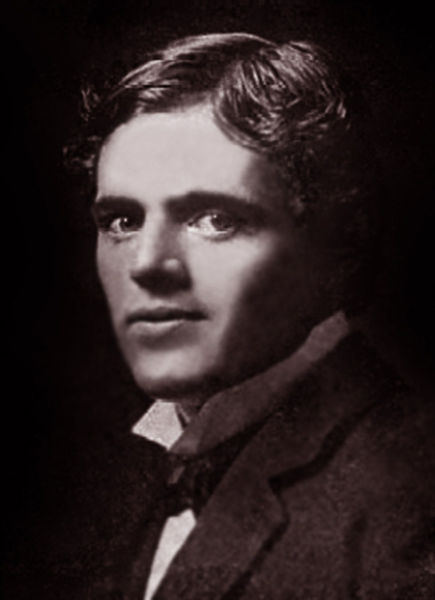
Jack London en 1900.

- Joshua Chauvet (1822-1908)[4], autodidacte français originaire de la Marne ; arrivé sans le sou à San Francisco, il s’installe à Glen Ellen, Californie, en 1856, où il connaît la réussite dans diverses entreprises commerciales (boulangerie, viticulture...) ; une rue - Chauvet Road - et plusieurs bâtiments de la ville témoignent encore aujourd’hui de cette activité florissante. Il meurt à Glen Ellen le 22 mai 1908[5].

- Jack London (1876-1916), écrivain américain ; passe à Glen Ellen les dernières années de sa vie et y meurt le 22 novembre 1916.

- M. F. K. Fisher (1908-1992), femme de lettres et traductrice, spécialiste de gastronomie ; vit pendant deux décennies, jusqu'à sa mort, à Glen Ellen[6].

- Hunter S. Thompson (1937-2005), écrivain et journaliste ; séjourne pendant quelques mois à Glen Ellen (1964).

## Lieux et monuments
- Jack London State Historic Park

Ce parc créé en 1959 abrite un musée consacré à l’écrivain, les ruines de Wolf House - demeure de 26 pièces que Jack London fit construire mais dans laquelle il ne vécut jamais, celle-ci ayant été détruite par un incendie avant son installation -, sa tombe et le cottage dans lequel il finit ses jours le 22 novembre 1916.
- Saloon Chauvet (1905)

Cette construction en brique à un étage abritait autrefois une épicerie. C’est aujourd’hui une brasserie, le London Lodge Saloon.
- Hôtel Chauvet[8]  (1906)

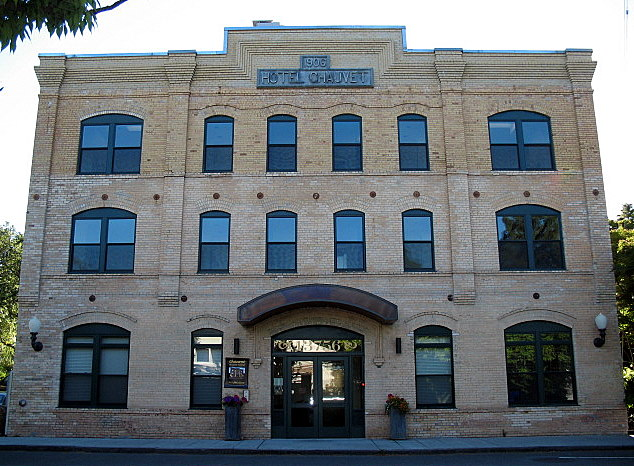
Hôtel Chauvet, Glen Ellen.

Édifiée en 1906 par Joshua Chauvet et son fils aîné, cette élégante construction en brique jaune de deux étages voit le jour dans un contexte de fort développement touristique. Les deux lignes de chemin de fer alors existantes peuvent déverser jusqu’à 3000 visiteurs par week-end. On compte alors à Glen Ellen pas moins de cinq hôtels et huit saloons.
Au rez-de-chaussée de l’hôtel Chauvet, qui ouvre ses portes le 6 juillet 1907, se trouvent un restaurant et un bar - dont Jack London est probablement l’un des habitués -, au premier des chambres d’hôtes et au second et dernier étage une piste de danse en bois d’érable de 140 m². L’entrée est protégée par un porche et l’hôtel arbore un balcon filant au premier étage.
En 1918, l’hôtel Chauvet est considéré comme le plus grand de la ville. La prohibition et le déclin du tourisme ferroviaire auront raison de ce succès. Après une période d’abandon, l’hôtel est racheté en 1996 par ses actuels propriétaires et transformé en résidence de luxe.
Au fil du temps, l’hôtel porte différents noms : Chauvet Hotel, Glen Ellen Hotel, Four Nations Restaurant...
- Maison Chauvet[14] (1906)

Cette jolie maison abrite aujourd’hui un cabinet d’avocats.
- Jardin botanique Quarryhill

Fondé en 1987, ce jardin abrite notamment l’une des plus grandes collections de plantes asiatiques du monde.

### Galerie

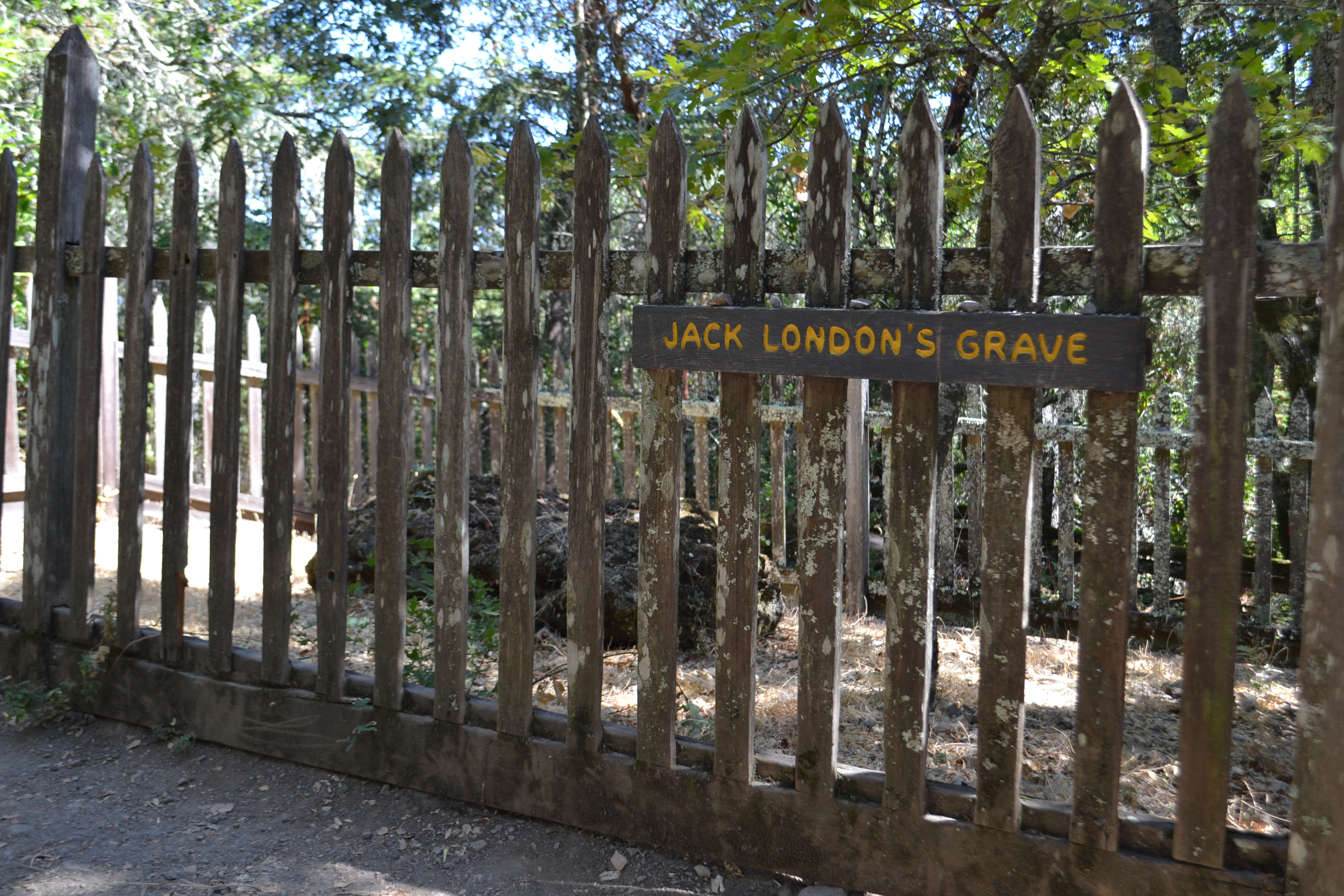
Tombe de Jack London.
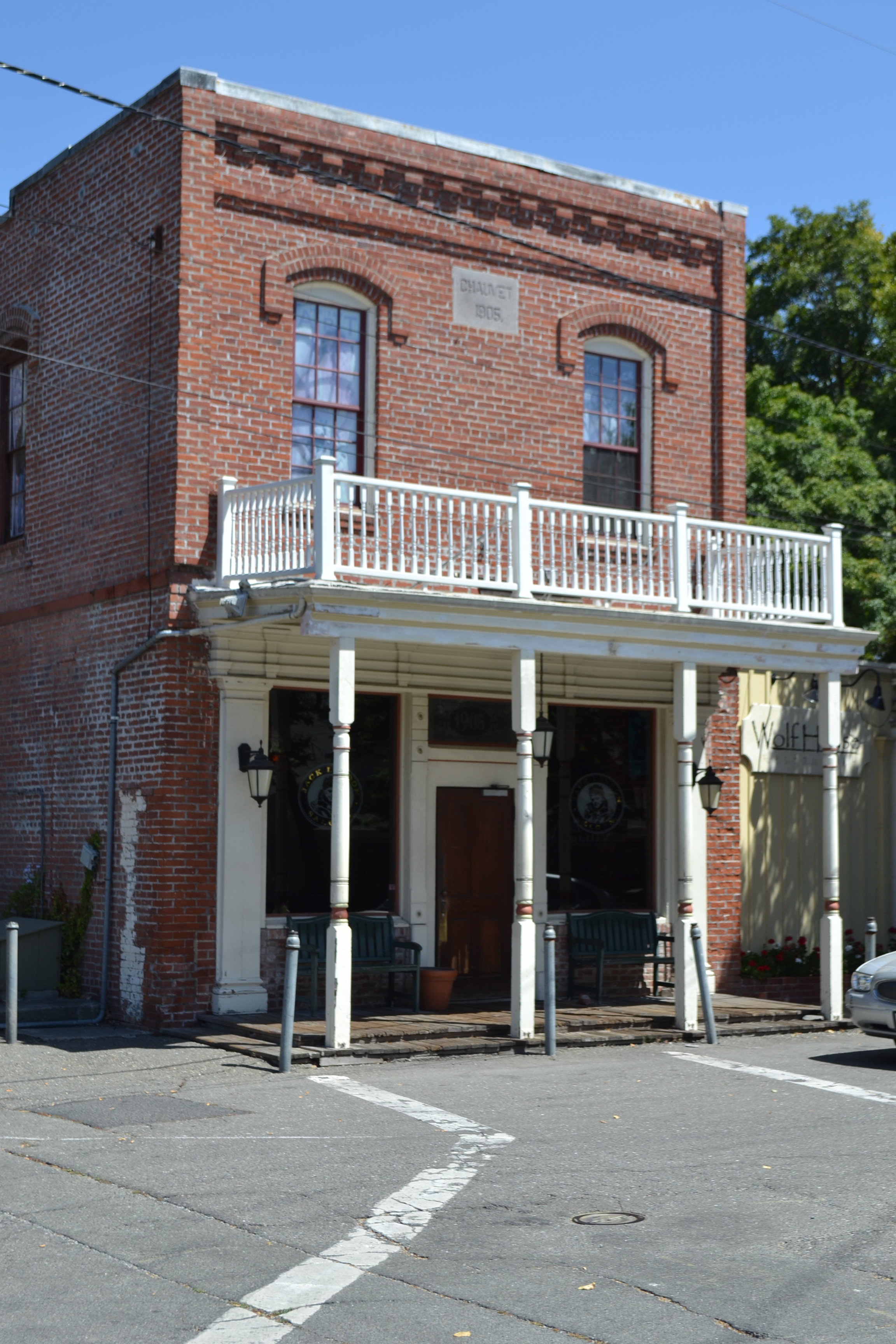
Saloon Chauvet (1905).
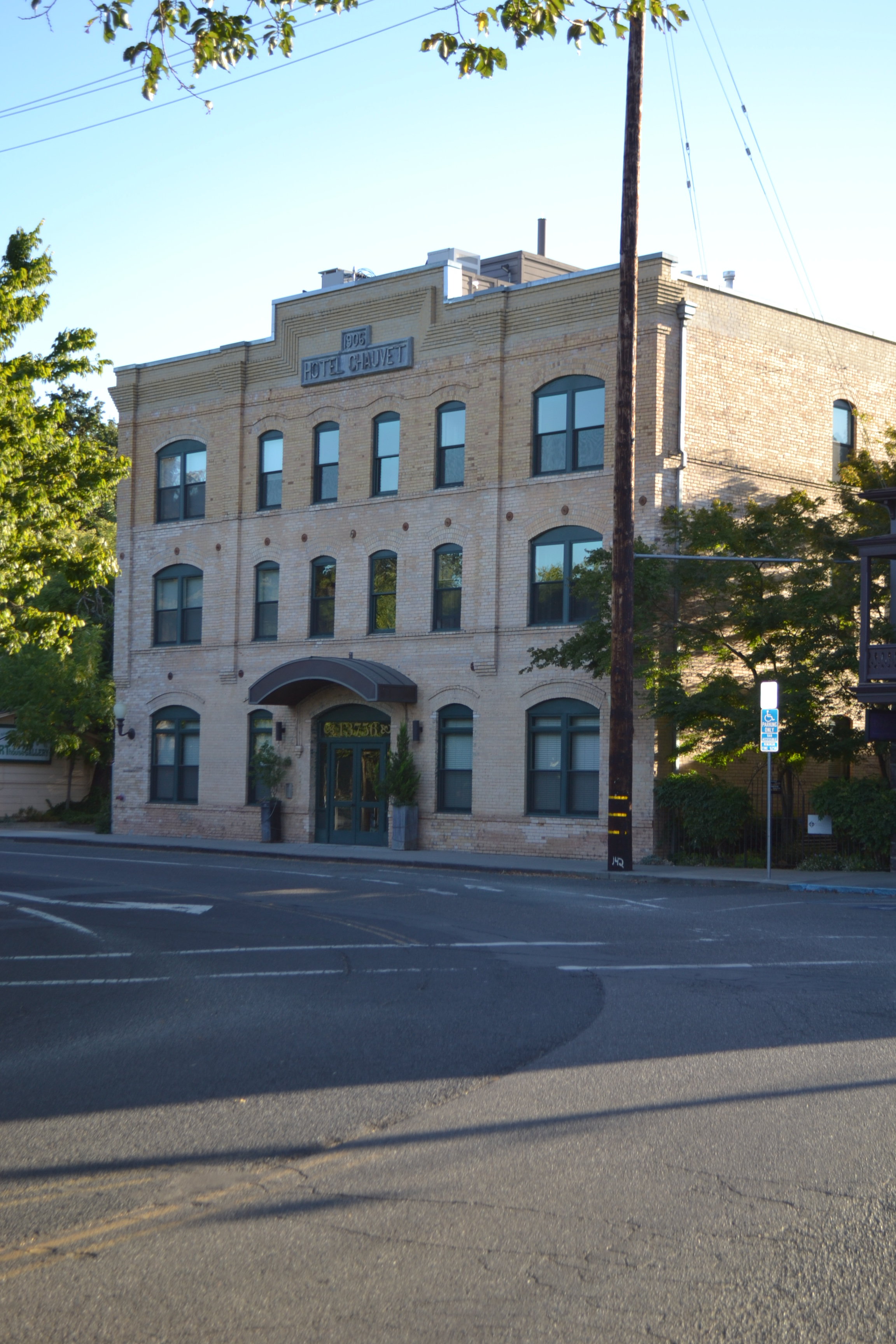
Hôtel Chauvet (1906).
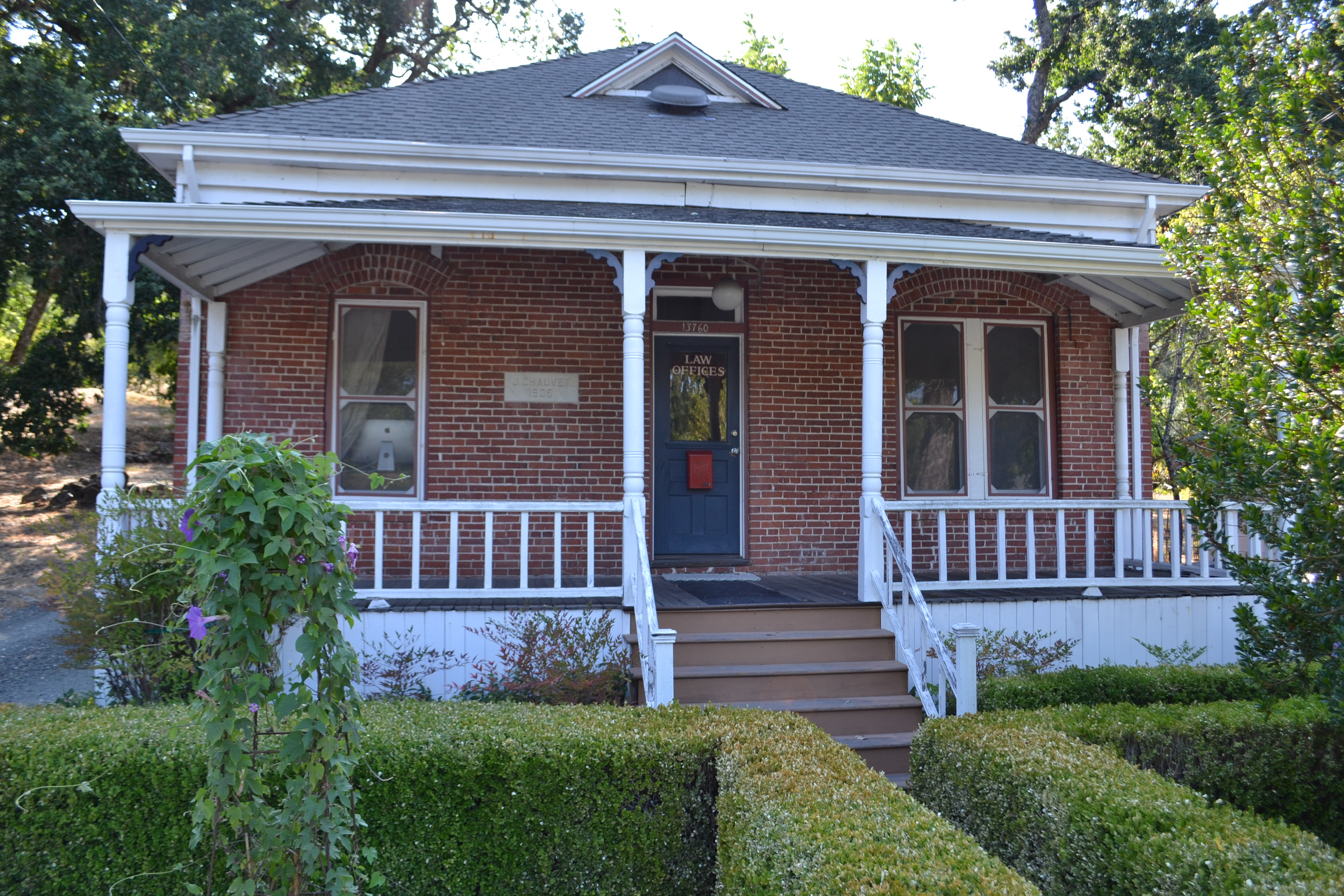
Maison Chauvet (1906).
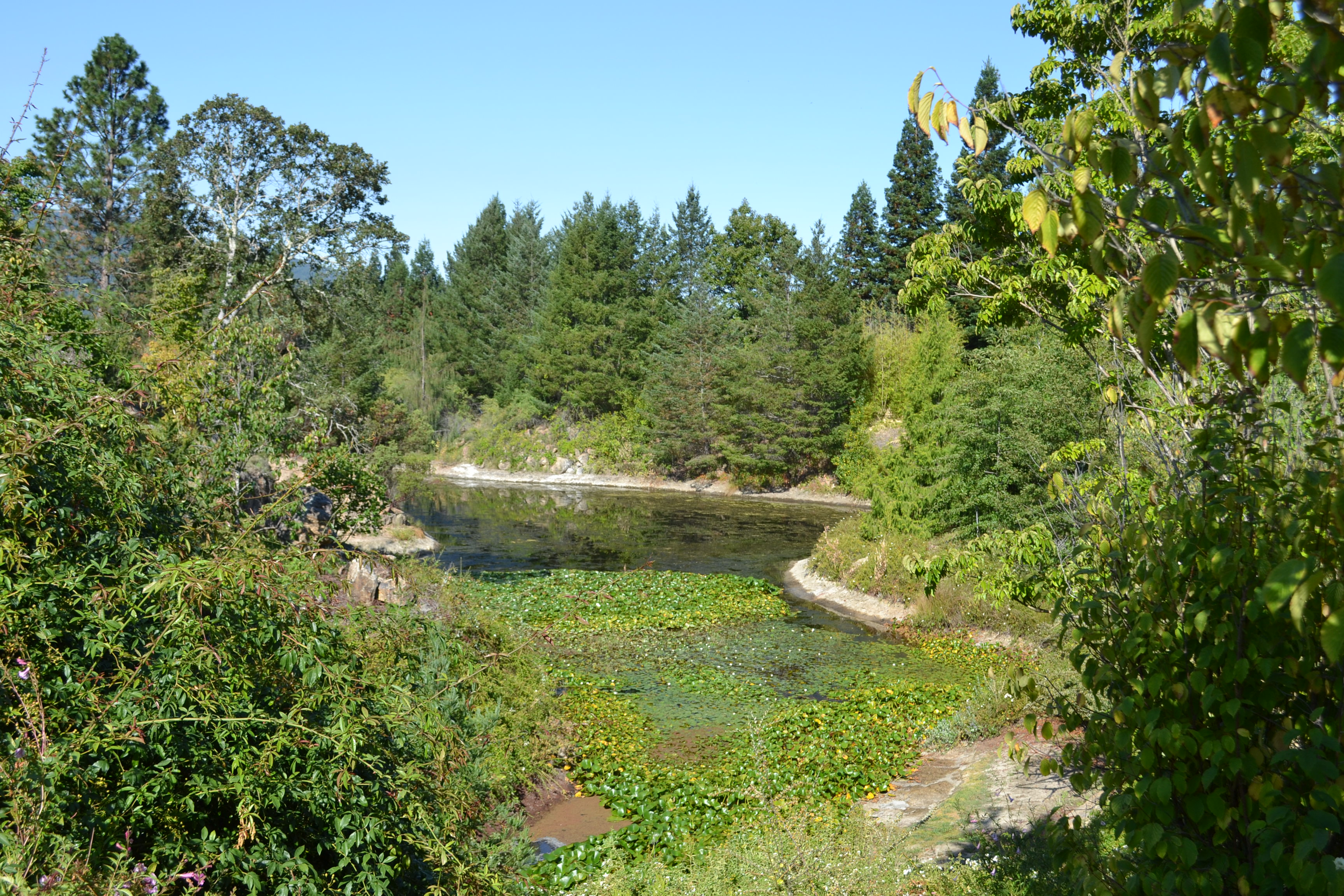
Vue du jardin botanique Quarryhill.